# 角心菜
角 心菜 （すみ ここな、2006年5月4日 - ）は日本の女優、モデル。大阪府出身。ステッカー所属。

## 略歴
5歳からモデルの活動を始め、15歳の時にWOWOW『こころのフフフ』でドラマ初出演。
ミスセブンティーン2021ファイナリスト。

## 人物
空手初段の黒帯を所持している。

## 出演

### テレビドラマ
- ショートショート劇場 こころのフフフ（2021年8月15日 - 、WOWOWプライム） - 阿部真千 役
- おいしい給食season２（2021年10月13日 - 12月15日、テレビ神奈川 他）- 三輪久美子 役
- 新・ミナミの帝王22 銀次郎の新たな敵は神様!?（2023年3月25日、関西テレビ） - 菜々華 役
- 更地（2023年6月20日、TOKYO MX）- 中越優香 役
- PORTAL-X 〜ドアの向こうの観察記録〜 第5話（2024年1月12日 - 、WOWOW）- 朝比奈のぞみ 役
- アリスさんちの囲炉裏端（2025年1月7日 - 3月11日、BS-TBS） - 秋山ほのか 役[4]

### 映画
- 劇場版 おいしい給食 卒業（2022年5月13日公開、イオンエンターテイメント） - 三輪久美子 役
- 私の卒業プロジェクト第4期「18歳、つむぎます」（2023年3月24日公開、ティ・ジョイ） - 佐藤唯 役
- ブルーを笑えるその日まで（2023年12月8日公開） - 佐田愛菜 / アイナ 役
- 僕の中に咲く花火（2025年8月30日公開予定） - 大倉鈴 役[5]

### 配信ドラマ
- 私たちの精密学校（2024年5月15日 - 、BUMPドラマ） - ヒロイン・三好リナ 役
- 「きざし」新時代戦略研究所 INES（2024年9月2日 - 、YouTube）- 乃亜 役

### CM
- 三井ホーム（2013年）
- JAL「久米島の恋の物語」篇（2023年）
- ニップン オーマイプレミアム「具に革新」篇（2023年）
- ジョンソン・エンド・ジョンソン「タイレノール」（2023年）
- マクドナルド ビックマック「あしたも、笑おう。」篇（2024年）

### MV
- いきものがかり『誰か』日本新聞協会広告委員会「新聞で紡ぐ希望のうた」テーマソング[6]（2023年10月23日）
- Mrs. GREEN APPLE『ライラック』（2024年4月12日）
- Poison Pop Pepper『Jeeja』（2024年11月14日）

### WEB
- HOUYHNHNM「路地裏てぃーん。」[7]（2021年6月）
- 「美少女百選2023」近畿代表 (2022年10月31日）
- NYLON JAPAN「365 ANNIVERSARY」[8]（2024年2月）

### 雑誌
- ViVi「YossyのMake-up Station」（2024年6月）

### 写真集
- デジタル写真集「PROT STAR 角心菜 vol.1」[9]（2023年6月3日）
- デジタル写真集「PROT STAR 角心菜 vol.2」[10]（2023年8月18日）